# Distretto governativo di Lipsia
Il distretto governativo di Lipsia (in tedesco Regiuerungsbezirk Leipzig) era uno dei tre distretti governativi dello stato tedesco della Sassonia.

## Storia
Il distretto governativo di Lipsia venne creato con la creazione dello stato federato della Sassonia, in seguito alla riunificazione tedesca del 1990.
Venne soppresso nel 2008 e vi succedette il distretto direttivo di Lipsia.

## Suddivisione
Il distretto governativo di Lipsia comprendeva cinque circondari (Landkreis) e una città non appartenente ad alcun circondario (Kreisfreie Stadt):
- circondari
  - Delitzsch
  - Döbeln
  - Leipziger Land
  - Muldentalkreis
  - Torgau-Oschatz
- città
  - Lipsia (Leipzig)